# Max Baer
Maximilian Adelbert "Max" Baer, född 11 februari 1909 i Omaha, Nebraska, död 21 november 1959 i Hollywood, Los Angeles, Kalifornien, var en amerikansk boxare som var världsmästare i tungvikt 1934-35. Baer valdes 1995 in i International Boxing Hall of Fame.

## Boxningskarriär
Baer började sin professionella karriär 1929 och arbetade sig stadigt framåt och besegrade boxare efter boxare på den amerikanska sydostkusten. En tragedi i ringen lite mer än ett år senare fick dock nästan Baer att hoppa av boxningen för gott. Baers enorma slagkraft hade gjort honom till en fruktad motståndare. År 1930 blev han anklagad för dråp när Frankie Campbell dog som ett resultat av ett knockoutslag från Baer. Baer friades från alla anklagelser, men förbjöds att boxa i staten Kalifornien under ett år. Baer själv blev så rädd av händelsen att han valde att sluta boxas helt under flera månader. En annan motståndare, Ernie Schaaf, avled i en senare boxningsmatch mot Primo Carnera 1933, fem månader efter att ha blivit knockad av Baer. Det sades att Schaaf klagat på kontinuerlig huvudvärk efter matchen mot Baer. 

### Populär världsmästare
Efter att ha besegrat bland andra tysken Max Schmeling 1933, fick Baer en VM-match mot regerande mästaren italienaren Primo Carnera 1934. Baer vann en överlägsen knockout-seger. Året därpå, 364 dagar senare, förlorade han sensationellt titeln på poäng till Jimmy Braddock, som efter matchen kom att benämnas "Cinderella Man". Senare samma år försökte Baer kvalificera sig för en ny titelmatch, men förlorade då mot Joe Louis.
Max Baer var en av de populäraste boxarna under trettiotalet, känd för att vara lite av en clown som spexade mycket under både matcher och träningar - därav smeknamnet "Madcap Maxie". En del experter anser att Baer var en av de mest hårdslående boxare som funnits och hade all talang för att bli en långvarig och legendarisk mästare. Han var dock inte tillräckligt seriös och träningsvillig för att optimera sin potential, utan snarare en livsnjutare och playboy.

## På vita duken
Baer filmdebuterade som skådespelare i filmen Det segrande könet (The Prizefighter and the Lady, 1933) i vilken han spelar mot Myrna Loy och dåvarande världsmästaren i boxning Primo Carnera (som han bara ett år senare skulle besegra i en match om VM-titeln). Han medverkade sammanlagt i ett tjugotal filmer. Hans son, Max Baer Jr var även skådespelare och är mest känd för sin medverkan i tv-serien The Beverly Hillbillies.
Baer porträtteras i filmen Cinderella Man av Craig Bierko. Baers son Max Baer Jr och andra har kritiserat filmens skildring av Baer där han påstås ha skrutit om att ha dödat två människor.

## Död

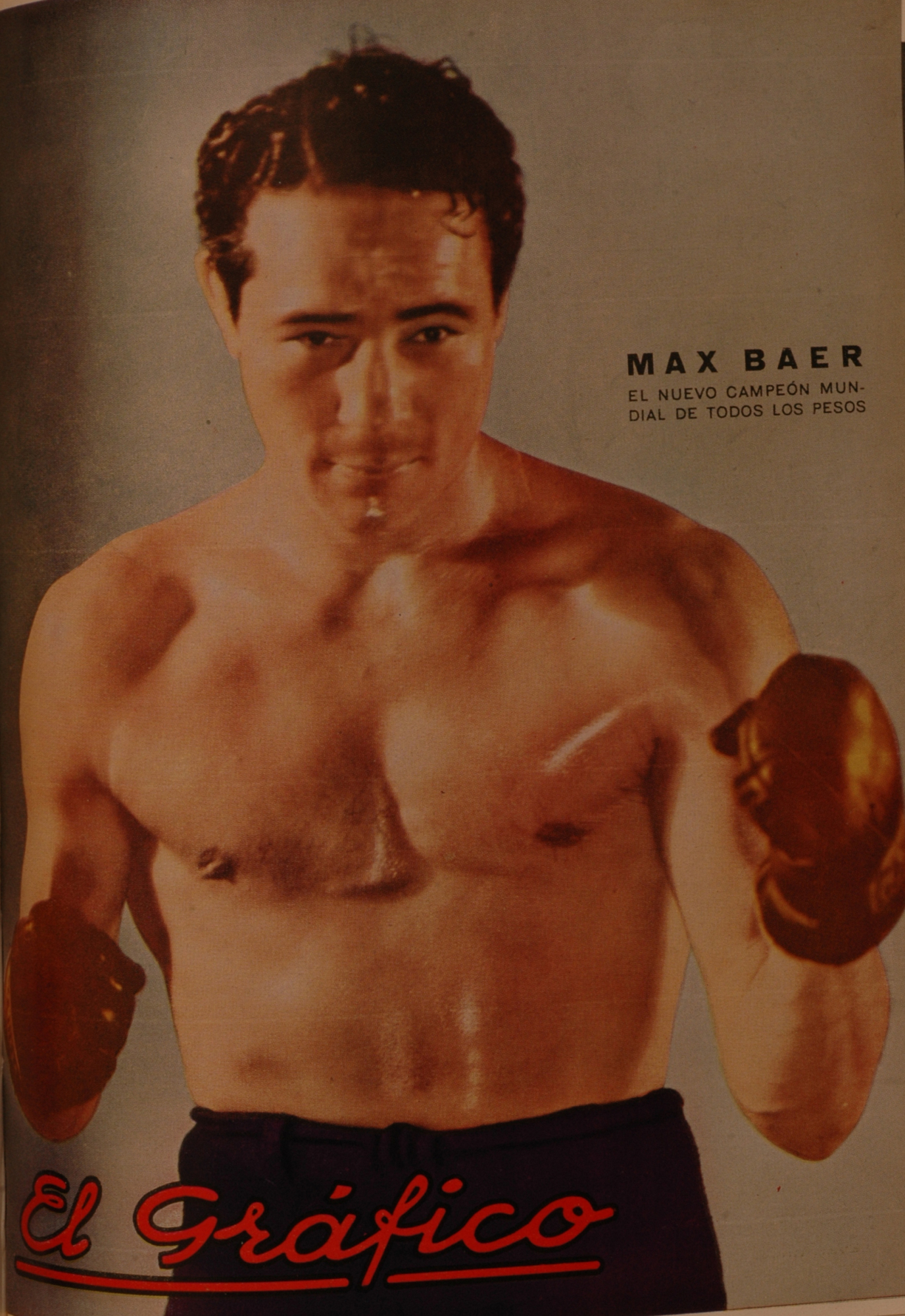
Baer på omslaget till El Gráfico, i juli 1934

Baer checkade in på Hollywood Roosevelt Hotel den 19 november 1959. Hotellanställda menade i efterhand att ex-boxaren verkat må bra men att han hade klagat över en förkylning. När Baer rakade sig på morgonen den 21 november upplevde han bröstsmärtor varpå han ringde receptionen och bad om en läkare. Receptionsvärden svarade då att "en husläkare genast är på väg upp." "En husläkare?" undrade Baer skämtsamt: "Nej, din dumbom, jag behöver en människoläkare". En läkare gav Baer medicin och han fick också syrgas. Hans bröstsmärtor avtog och han visade tecken på återhämtning när han plötsligt drabbades av en andra hjärtattack. Baer sjönk ner på sin vänstra sida, blev blå och dog inom några minuter. Hans sista ord var enligt uppgift "Åh Gud, nu kommer jag."

### Webbsidor
- Baer på boxrec.com